# 75 Eurydike
75 Eurydike eller 1947 BC är asteroid upptäckt 22 september 1862 av astronomen C. H. F. Peters i Clinton, New York. Asteroiden har fått sitt namn efter Eurydike, makan till Orfeus inom grekisk mytologi.
Den är av spektraltyp M med en ljus yta som kan vara sammansatt av nickel-järn. Det finns även vissa inslag av silikater på ytan. Likheterna och det nära avståndet till 201 Penelope gör att man tror de har samma ursprung.